# Hunfrid van Terwaan
Hunfrid van Terwaan (ook wel Hunfrid van Prüm) (gestorven 871) was gedurende dertien jaren, van 856 tot 8 maart 869 Rooms-katholiek bisschop van Terwaan, het tegenwoordige Thérouanne. Hunfrid gaf er zelf de voorkeur aan om in de Eifel, in de Benedictijnse Abdij van Prüm te blijven, waar hij al op zeer jeugdige leeftijd als oblaat was ingetreden. Paus Nicolaas I dacht daar echter anders over en benoemde hem in 856 tot bisschop van Terwaan als opvolger van Folkwin.
In 860 kreeg zijn diocees te maken met een inval van Deense Vikingen. Dezen stonden onder leiding van Weland. Zij plunderden onder andere de abdij van Sint-Bertinus en de stad Sint-Omaars, ten noorden van Terwaan en verwoestten het Ternaasland. Bij deze grote inval van de Noormannen in het Ternaasland werd hij gedwongen te vluchten. Hij zou voor zijn mensen in deze tijd een grote bron van kracht en troost zijn geweest.
Na deze traumatische gebeurtenissen zou Hunfrid aan de paus hebben gevraagd of deze hem van zijn functies kon ontheffen en of het hem zou worden toegestaan om naar de abdij van Prüm terug te keren. Dit werd door paus Nicolaas I natuurlijk geweigerd.
In 864 stierf Adalard, de abt van Sint-Bertinus in het huidige Franse Sint-Omaars. Bisschop Hunfrid van Terwaan nam deze functie nu twee jaar waar (864-866), maar op 19 juni 866 verving koning Karel de Kale hem door een van zijn vertrouwelingen, Hilduin (gestorven 7 juni 877), die het abtschap van de abdij van Sint-Bertinus voor een bedrag van 30 livres d'or kocht.
Na zijn dood werd hij opgevolgd door Actard, die al bisschop van Nantes was.
Bisschop Hunfrid bevorderde het toen nog onofficiële feest van Maria-Tenhemelopneming in zijn bisdom met kracht. 
Zijn feestdag is 8 maart.

## Voetnoten
1. ↑  Miracula sancti Bertini, II, § 2.
2. ↑  Hincmar van Reims (Annales Bertiniani, anno 861) schijnt te duiden op een tweede aanval in het volgende jaar, na een invasie in Engeland, maar Ferdinand Lot (« La grande invasion normande de 856-862 », Bibliothèque de l'École de chartes 69, 1908, blz. 9-62, speciaal. blz. 42-45) denkt dat een misverstand als gevolg van een ongelukkige uitdrukkingswijze van de schrijver is. Ook schijnt Hincmar te hebben zeggen dat de stad Terwaan in de as was gelegd (« Dani qui pridem Morinum civitatem incenderant [...] » (vert.: De Denen, die lang geleden de stad Morinus in brand hadden gestoken)), maar vertelt hij vervolgens van een wonder dat zich op 15 augustus 862 zou hebben afgespeeld en dat er toe zou hebben geleid dat in ieder geval de kathedraal was blijven staan.
3. ↑  Twee fragmenten van het antwoord van de paus zijn bewaard gebleven in de Decreten van Gratianus (C. VII, qu. I, c. 47, en 50, c. 5) : « Humfredo episcopo Morinensi per Galdagarium presbyterum respondet : si sciscitet utrum cum a Normannis de episcopio depellatur debeat de cetero in monasterio conversari, etc. » (vert.: Hij antwoordt aan Humphredo, de bisschop van Morinense, via de presbyter Galdagarius: als hij weet of hij, wanneer hij door de Noormannen uit het bisdom wordt gezet, over de rest in het klosster moet praten, enz..)
4. ↑  Adalard, zoon van graaf Unruoch van Ternois, abt sinds 844, medeplichtige aan het verraad van 'Odo I van Troyes in 858, vergeven door Karel de Kale en in 861 hersteld in zijn bisschoppelijke functie. Commanditaire van de Polyptiek van Sint-Bertinus die bewaard is gebleven in de Gesta abbatum Sithiensium van Folcuin van Lobbes.
5. ↑  Folcuin van Lobbes, Gesta abbatum Sithiensium, § 67.
6. ↑  Ibid., § 69. Volgens Ferdinand Lot was dit dezelfde Hilduin, die zich van 862 tot 866 getracht had zich door te zetten als bisschop van Kamerijk, maar die door aartsbisschop Hincmar van Reims was geweigerd en die in 865 een administratieve functie bekleedde in het aartsbisdom Keulen.